# The Original Wrapper
The Original Wrapper è un brano musicale scritto dall'artista statunitense Lou Reed e pubblicato come singolo, estratto dall'album Mistrial, nel 1986.

## Descrizione
Il titolo è un riferimento alla pratica di conservare i prodotti nella loro confezione originale. Può anche essere interpretato come un gioco di parole su "rapper", riferendosi allo stile vocale distintivo di Reed e alla nascente scena hip hop dell'epoca. Non a caso, il pezzo, nel quale Lou Reed rivendicava la paternità del Rap (che stava ottenendo sempre più successo negli USA) come genere musicale e di protesta, destò qualche polemica all'interno della cerchia degli artisti hip-hop.

## Video
Il video musicale della canzone fu diretto da Zbigniew Rybczyński e mostra una serie di immagini di newyorchesi per strada. Un trio di uomini in tuta ignifuga gialla tenta di imballare le persone in "involucri originali" di cartone. Sono intervallate inquadrature di Reed, che indossa un cappello fedora e una sovrabbondanza di glitter (molto probabilmente un riferimento a Michael Jackson). Pattinatori a rotelle e fuochi d'artificio sono mescolati a scene di uomini pericolosi che catturano persone. Tentano di catturare anche un bassotto, che però riesce a fuggire. Il video ricevette una nomination per il miglior montaggio agli MTV Video Music Awards del 1987.

## Tracce
LP 12"
1. The Original Wrapper (Extended Version)
2. The Original Wrapper (Remix Single Version)
3. The Original Wrapper (Dub Version)
4. Video Violence (Remix Version)